# Henri de Montfaucon de Villars
Henri de Montfaucon de Villars (1635 – Lione, 1673) è stato uno scrittore francese.

## Biografia

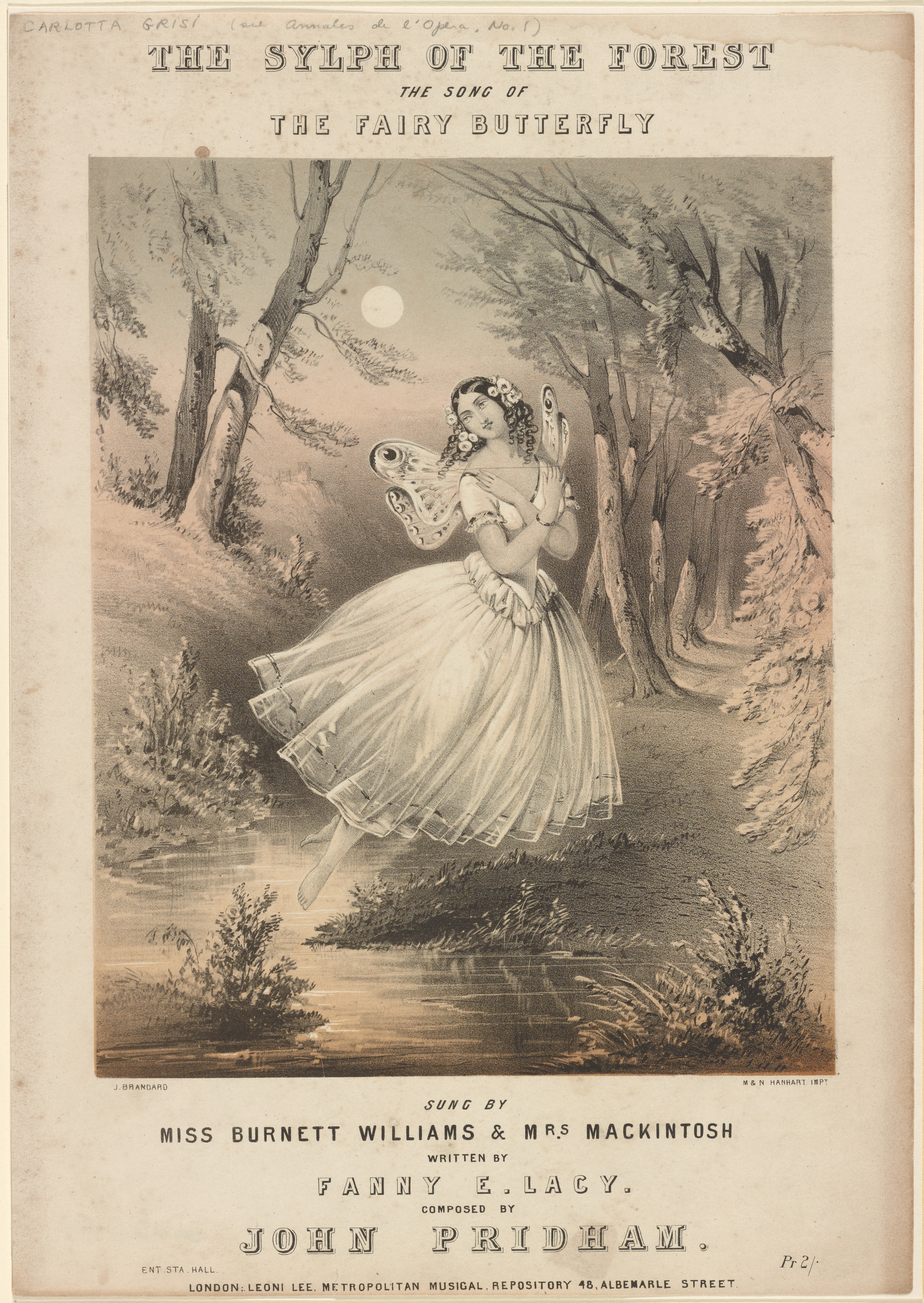
Un silfo in un'illustrazione

Appartenente ad una famiglia nobile, il conte Henri si appassiona fin da giovane alla filosofia di Plotino e alla cultura ebraica.
Decide, in seguito, di intraprendere la carriera religiosa, diventando monaco.
Nel 1661 fu imprigionato, per un reato che ancora oggi rimane un mistero.
Ha passato gli ultimi anni della sua vita in totale solitudine, scrivendo testi ed opere, soprattutto a carattere critico e pseudo-scientifico.
Nel 1673 è stato assassinato a Lione.

## Opere
Il testo, certamente, più importante di Montfaucon è Le comte de Gabalis ou Entretiens sur les sciences secrètes (in italiano, Il Conte di Gabalis ovvero conversazioni sulle scienze segrete)
In quest'opera, si analizza principalmente il mistero della Cabala e una teoria occulta su un mondo abitato da esseri magici, detti silfi.
È evidente, all'interno dello scritto, una critica pesante sulla scienza dell'epoca, in particolare all'alchimia e alla geomanzia.
Ha pubblicato anche brevi saggi contro Pascal e Racine.